# Maurizio Quadrio

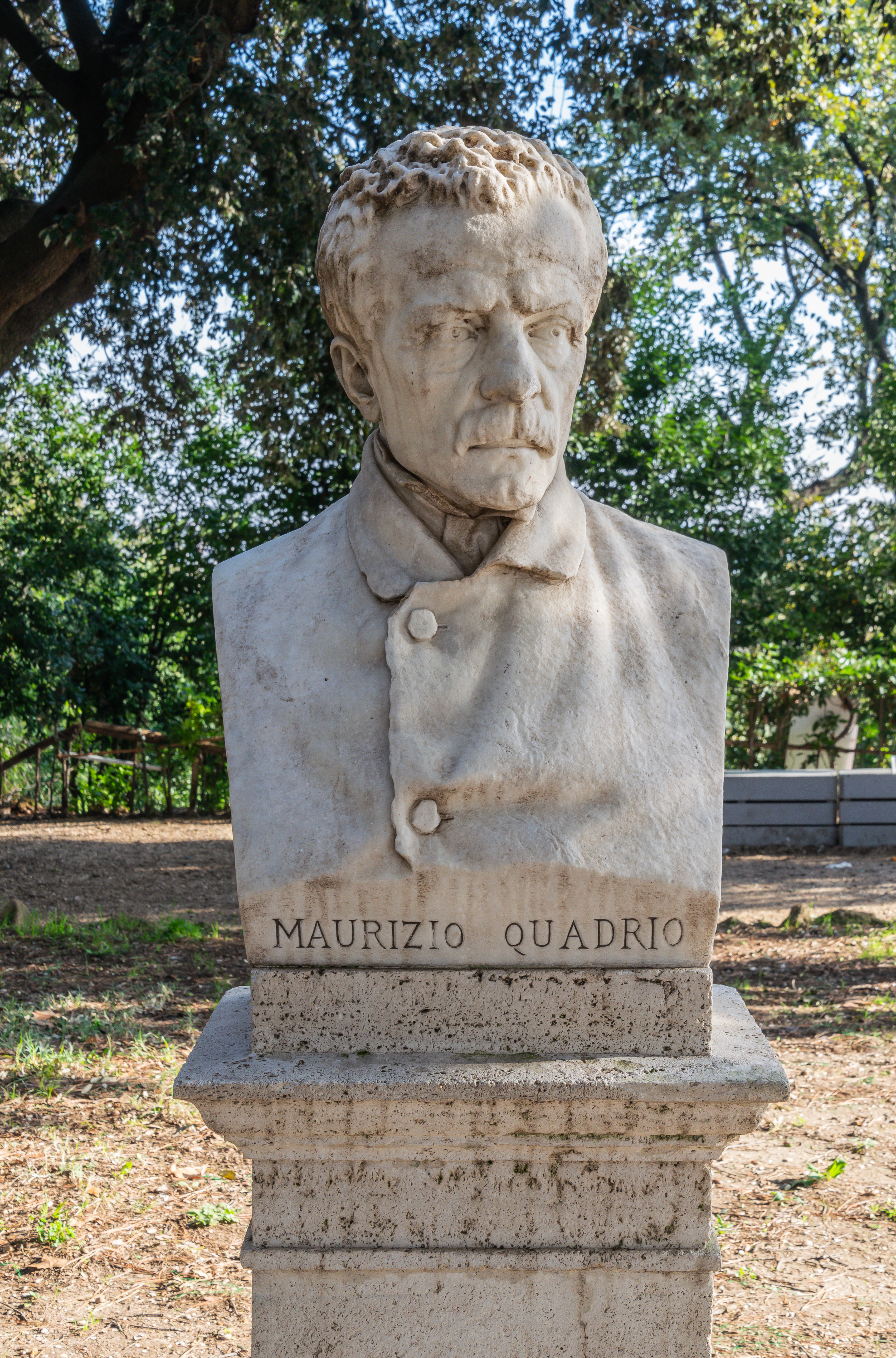
Büste von Maurizio Quadrio in Rom

Maurizio Quadrio (* vermutlich 6. September 1800 in Chiavenna; † 13. Februar 1876 in Rom) war ein italienischer Freiheitskämpfer, Politiker und Journalist.

## Familie

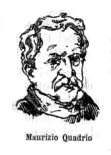
Maurizio Quadrio

Quadrio wurde als eheliches Kind der Angelica Pestalozzi und des Carlo Quadrio in Chiavenna geboren. Er hatte fünf Geschwister und die Familie lebte später wieder im Heimatdorf Chiuro. Er wuchs in kleinbürgerlichen Verhältnissen auf.
Bekannter Vorfahr der Familie soll Stefano Quadrio gewesen sein.

## Ausbildung
Quadrio besuchte die Grundschule von Ponte im Veltlin, das Internat von Clusone (1810–1813) und in Cividate Camuno mit seinem Bruder (1813–1815) und das Gymnasium von Vimercate (1815–1817). 1815, nach dem Tod seines Vaters, war er unter der Vormundschaft von Matthew Basque, dem Bruder der zweiten Frau (Rosa) seines Vaters.
Quadrio besucht ab dem neunzehnten Lebensjahr die Universität Pavia (Collegio Ghislieri) und studierte Rechtswissenschaft. Er war unter anderem Schüler von Gian Domenico Romagnosi (1761–1835). Während seines Studiums hat er erste Kontakte mit dem Geheimbund Carbonara de i Federati.

## Tätigkeit
1820 wurde Quadrio zum ersten Mal inhaftiert für seine Tätigkeit im Rahmen der Carbonari in Neapel. Am 16. März 1821 meldete er sich mit 84 anderen Studenten der Universität im Battaglione della Minerva (Minerva-Bataillon) an und kam nach  Piemont, wo Aufstände für die Freiheit Italiens ausgebrochen waren. Nach dem Scheitern der Aufstände wurde er ins Exil gezwungen und zog nach Genua, wo er Giuseppe Mazzini traf. Von Genua floh er nach Spanien, dann nach Frankreich und schließlich in die Schweiz. In der Schweiz, in Poschiavo, war er als Lehrer tätig. Nach einer Rückkehr in die Lombardei musste er erneut fliehen und ging nach Odessa in Russland, wo er Privatunterricht gab und Adlige unterrichtete.
Zu Beginn des polnischen Novemberaufstands, der die Unabhängigkeit Polens zum Ziel hatte, schloss er sich 1831 den Aufständischen an, war Soldat und wurde verwundet. Er sollte nach der Gefangennahme erschossen werden, wurde jedoch begnadigt. 1834 kehrte er nach einem kurzen Aufenthalt in der Schweiz nach Italien zurück, um sich den österreichischen Behörden zu ergeben. Er wurde zum Tode verurteilt, aber seine Strafe sodann von den österreichischen Behörden in sechs Monate Gefängnis umgewandelt. Nach Abbüßung der Haftstrafe kehrte er nach Chiuro, dem Dorf seiner Vorfahren, zurück und wurde Kaufmann. Hier unterstützte er die Menschen, als diese 1836 von der Cholera im Veltlin stark betroffen waren.

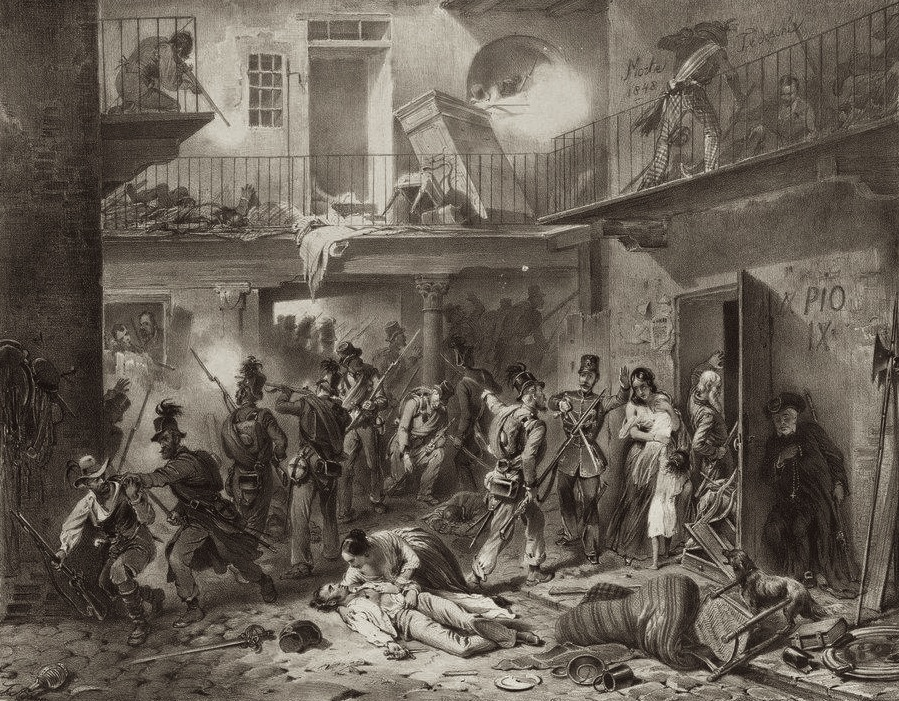
Szene aus den Straßenkämpfen in Mailand im März 1848

Als im März 1848 die Nachricht vom Ausbruch der 1848-Revolution im Veltlin ankam, ging er nach Mailand, wo ihn die vorläufige Regierung zu einem Kriegskommissär (Governo Provvisorio Commissario di guerra in Valtellina e Valchiavenna) für das Veltlin ernannte. Nach Scheitern des Aufstandes musste er erneut fliehen und fand in Lugano Zuflucht. Hier traf er Giuseppe Mazzini wieder. Im Januar 1849 war er in der Toskana und wurde zum Sekretär der provisorischen Regierung ernannt. Am 9. Februar 1849 rief Mazzini die Republik im Kirchenstaat aus und war an führender Stelle als einer der Triumviren 1849 zusammen mit Carlo Armellini und dem Freimaurer Aurelio Saffi an der kurzlebigen Römischen Republik beteiligt. Quadrio wurde Sekretär des Triumvirats. Nach dem Scheitern auch dieses Aufstandes floh Quadrio nach Marseille, dann in der Schweiz und schließlich, unterstützt von Mazzini, nach London.
Er nahm am erfolglosen Aufstand von 6. Februar 1853 in Mailand und am Livorno-Aufstand am 30. Juni 1857 teil und musste immer wieder nach London fliehen. Er wurde in London Direktor der von Mazzini gegründeten Zeitung Pensiero e Azione, die republikanische Propaganda für ein vereintes Italien machte. In 1859 kehrte er nach Genua und dann nach Mailand zurück. Quadrio war ein Gegner des Übereinkommens zwischen Giuseppe Garibaldi und dem savoyischen Königshaus. Er war dann 1859 bis 1871 Chefredakteur der Zeitung L'Unità Italiana und unterstützte die antibourbonische und antipäpstliche Bewegung zugunsten eines freien Italiens. Er setzte sich vergeblich für eine antiösterreichische Erhebung in Venetien (1863) und republikanische Demonstrationen in Mailand (1869–70) ein. 1872 zog er nach Rom, um in der Zeitung L'Emancipazione mitzuarbeiten. Seine letzten Lebensjahre verwendete er darauf, sich sozialen Fragen und den Problemen der Arbeiterschaft zuzuwenden.

## Veröffentlichung
- Maurizio Quadrio: Il libro dei Mille del generale Giuseppe Garibaldi, Mailand 1879, Giuseppe Golio Verlag.